# Mary de Bohun

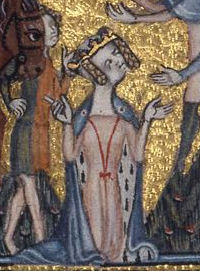
Mary de Bohun

Mary de Bohun ((ca. 1369/70 — Petersborough Castle, Northamptonshire, 4 juni 1394) was de eerste vrouw van koning Hendrik IV van Engeland en de moeder van koning Hendrik V. Mary zelf was nooit koningin, na haar dood kwam haar man op de troon.

## Leven
Mary’s vader, Humphrey de Bohun, stierf op 16 januari 1373. Er was geen zoon die hem kon opvolgen. Zijn bezittingen werden dus verdeeld tussen zijn twee dochters, Mary en Eleanor de Bohun. Zij waren de pupillen van Edward III. Eleanor was de oudste van de twee zussen. Zij huwde Thomas van Woodstock, eerste hertog van Gloucester, de jongste zoon van koning Edward III en Filippa van Henegouwen.

## Huwelijk en kinderen
Mary trouwde met Henry, toen beter bekend als Bolingbroke, op 27 juli 1380. Toen ze trouwde was Mary twaalf jaar oud. In Monmouth Castle gaf Mary het leven aan twee kinderen, beiden jongens. Henry, de oudste overlevende zoon, werd later de prins van Wales toen zijn vader de troon stal van Richard II in 1399. Toen zijn vader stierf, werd Henry in 1413 koning van Engeland als Henry V.

### Kinderen
- Eduard (1382-1382), kort na de geboorte gestorven;[1]
- Hendrik (V) (1387-1422), prins van Wales en toekomstig koning van Engeland;
- Thomas van Lancaster (1388-1421), graaf van Albemarle en hertog van Clarence;
- Jan van Lancaster (1389-1435), hertog van Bedford, in 1423 getrouwd met Anna, dochter van hertog Jan zonder Vrees van Bourgondië, in 1433 getrouwd met Jacoba van Luxemburg;[2]
- Humphrey van Lancaster (1390-1447), hertog van Gloucester;
- Blanche (1392-1409), in 1402 getrouwd met keurvorst en paltsgraaf Lodewijk III;
- Filippa (1394-1430), in 1406 getrouwd met de koning van Denemarken, Noorwegen en Zweden, Erik van Pommeren.

## Dood
Mary de Bohun stierf in Petersborough Castle, tijdens de bevalling van haar laatste kind, een dochter genaamd Filippa. Ze werd vijfentwintig jaar oud. Mary werd begraven in Leicester.